# Гонзало Хименез де Сиснерос
Франсиско Хименез Сиснерос (шп. Francisco Jiménez de Cisneros) кардинал и државник Кастиље, рођен је 1436. у Торелагуни у Кастиљи а умро је 8. новембра 1517. у малом месту Роа поред Ваљадолида.
Скромног порекла, успео је да се уздигне до високих положаја и моћи - био је верски реформатор, два пута је био регент Шпаније, кардинал, Велики инквизитор, мисионар, промовер Крсташких ратова на северу Африке. Такође је познат по томе што је основао Универзитет Комплутенсе у Мадриду, тренутно највећи универзитет у Шпанији, и што је написао прву вишејезичну Библију.
Кардинал Сиснерос је живео у динамично доба шпанске историје током владавине Католичких краљева, када су се у Шпанији десиле многе изузетно значајне промене које ће утрти пут ка Златном добу шпанске империје између 1500-1700, чему је сам Сиснерос умногоме допринео. Историчар Џон Елиот је рекао да ако постоји нека посебна политика која је изузетно допринела успону Шпаније онда је то политика Фернанда и Сиснероса.